# Burundi ved OL
Burundi deltog første gang i de olympiske lege under sommer-OL 1996 i Atlanta og har siden deltaget i samtlige sommerlege. Landet har ikke deltaget i nogen vinterlege. 

## Medaljeoversigt
| Burundis medaljer under de olympiske sommerlege | Burundis medaljer under de olympiske sommerlege | Burundis medaljer under de olympiske sommerlege | Burundis medaljer under de olympiske sommerlege | Burundis medaljer under de olympiske sommerlege | Burundis medaljer under de olympiske sommerlege |
| ----------------------------------------------- | ----------------------------------------------- | ----------------------------------------------- | ----------------------------------------------- | ----------------------------------------------- | ----------------------------------------------- |
| Lege                                            | Guld                                            | Sølv                                            | Bronze                                          | Totalt                                          | Rang                                            |
| 1996 Atlanta                                    | 1                                               | 0                                               | 0                                               | 1                                               | 49                                              |
| 2000 Sydney                                     | 0                                               | 0                                               | 0                                               | 0                                               | –                                               |
| 2004 Athen                                      | 0                                               | 0                                               | 0                                               | 0                                               | –                                               |
| 2008 Beijing                                    | 0                                               | 0                                               | 0                                               | 0                                               | –                                               |
| 2012 London                                     | 0                                               | 0                                               | 0                                               | 0                                               | –                                               |
| 2016 Rio de Janeiro                             | 0                                               | 1                                               | 0                                               | 1                                               | 69                                              |
| 2020 Tokyo                                      |                                                 |                                                 |                                                 |                                                 |                                                 |
| Totalt                                          | 1                                               | 1                                               | 0                                               | 2                                               |                                                 |

## Medaljevindere
| Medalje | Navn               | År                  | Sport   | Øvelse                 |
| ------- | ------------------ | ------------------- | ------- | ---------------------- |
| Guld    | Vénuste Niyongabo  | 1996 Atlanta        | Atletik | 5000 meter løb, herrer |
| Sølv    | Francine Niyonsaba | 2016 Rio de Janeiro | Atletik | 800 meter løb, damer   |